# Tanjungpura (Rajapolah)
Tanjungpura is een bestuurslaag in het regentschap Tasikmalaya van de provincie West-Java, Indonesië. Tanjungpura telt 3749 inwoners (volkstelling 2010).